# Lil Reese
Lil Reese (справжнє ім'я Таварес Тейлор) — американський репер, був підписантом лейблів Def Jam та Glory Boyz Entertainment.

## Біографія

### Ранні роки
Виконавець виріс у Чикаго. Він відвідував середню школу, проте в одинадцятому класі покинув її, щоб зайнятися музикою.

### Музична кар'єра
На Тейлора звернули увагу після його відеокліпів «US» та «Beef». Проте він здобув міжнародну популярність після виходу відео на пісню Chief Keef «I Don't Like». Чиказький продюсер No I.D., відомий роботою з Common, Каньє Вестом та ін., посприяв підписанню контракту з мейджор-лейблом Def Jam.
У листопаді 2012 вийшов ремікс треку «US», записаний за участі Ріка Росса й Дрейка.

## Проблеми із законом
У травні 2010 Бенкса визнали винним у крадіжці зі зломом, йому дали 2 роки умовно.
5 вересня 2012 поліція Чикаго повідомила Sun Times, що Lil Reese і Chief Keef підозрюються у ймовірному зв'язку зі стріляниною, що спричинила смерть земляка, мешканця Інґлвуду, Джозефа «Lil JoJo» Коулмена.
У відеоролику, оприлюдненому на YouTube кілька днів потому, можна побачити суперечку на вулиці між Jojo й Тейлором. Хтось невідомий промовляє слова «Imma kill you» (укр. «Я вб'ю тебе»).
24 жовтня 2012 у мережу потрапило відео, в якому Тейлор люто б'є жінку. Поліція Чикаго заявила, що вони не знають ім'я жертви й де/коли відбулася подія, тому поліція не проводитиме розслідування. Репер повідомив, що ролик записали кілька років тому й з того часу він сильно змінився.
28 квітня 2013 поліція Чикаго заарештувала Бенкса за ордером, виданим двома днями раніше, за злочинне проникнення в будинок з людьми всередині, побиття й бандитську акцію з відео за лютий 2012. На момент прибуття полісменів Lil Reese спав у машині (4 год ранку, неділя).
23 червня 2013 його затримали в Чикаго за викрадення автівки 13 квітня, коли Бенкс не зміг надати документи, що підтверджують право власності на BMW 750Li. Пізніше це звинувачення зняли. 13 липня репера знову заарештували в Чикаго за володіння марихуани, порушення умов випробного терміну.

## Дискографія

### Мікстейпи
- For Greater Glory Vol. 1 (разом з GBE) (Гост: Trap-A-Holics) (2012)
- Don't Like (Гости: DJ Drama та DJ Cannon) (2012)
- For Greater Glory Vol. 2 (разом з GBE) (Гости: Trap-A-Holics, DJ Hustlenomics та DJ Cash Crook) (2012)
- For Greater Glory Vol. 2.5 (разом з GBE) (Гости: Trap-A-Holics та DJ Cash Crook) (2012)
- Supa Savage (Гост: DJ Scream) (2013)
- Straight Outta Chiraq (2015)
- Supa Savage 2 (2015)
- 300 Degrezz (2016)
- Supa Vulture (2017)
- GetBackGang (2018)

### Власні
| Назва                                       | Рік  | Найвищі чартові позиції | Найвищі чартові позиції | Найвищі чартові позиції | Альбом |
| Назва                                       | Рік  | США                     | US R&B                  | US Rap                  | Альбом |
| ------------------------------------------- | ---- | ----------------------- | ----------------------- | ----------------------- | ------ |
| «Us (Remix)» (за участі Rick Ross та Drake) | 2012 | —                       | —                       | —                       | —      |

### Інших виконавців
| Назва                                                          | Рік  | Найвищі чартові позиції | Найвищі чартові позиції | Найвищі чартові позиції | Альбом       |
| Назва                                                          | Рік  | США                     | US R&B                  | US Rap                  | Альбом       |
| -------------------------------------------------------------- | ---- | ----------------------- | ----------------------- | ----------------------- | ------------ |
| «I Don't Like» (Chief Keef з участю Lil Reese)                 | 2012 | 73                      | 20                      | 15                      | Finally Rich |
| «Bang Like Chop» (Young Chop з участю Chief Keef та Lil Reese) | 2014 | —                       | —                       | —                       |              |

### Гостьові появи
- 2012: «Don't Try It» (Frenchie з участю Lil Reese)
- 2012: «My Lil Niggaz» (Fredo Santana з уч. Chief Keef та Lil Reese)
- 2012: «Nobody Move» (Jay Stonez з уч. Lil Reese)
- 2012: «Off the Shits» (Lil Durk з уч. Lil Reese)
- 2012: «OVA» (Freddie Gibbs з уч. Lil Reese)
- 2012: «Respect» (Fredo Santana з уч. Lil Reese)
- 2013: «All My Niggas» (Boss Top  з уч. Lil Reese)
- 2013: «Bodies» (Juelz Santana з уч. Lil Reese)
- 2013: «Competition» (Lil Durk з уч. Lil Reese)
- 2013: «Gangway (Remix)» (Lil Herb  з уч. Lil Reese)
- 2013: «No Lackin» (Funkmaster Flex з уч. Waka Flocka Flame, Wale та Lil Reese)
- 2013: «Pray» (Bentley Bell з уч. Lil Reese)
- 2013: «S.O.S. (Smash on Sight)» (Cap1 з уч. Lil Reese та Lil Durk)
- 2013: «Street Life» (Lil Durk з уч. Lil Reese)
- 2014: «Bang Like Chop» (Young Chop з уч. Chief Keef та Lil Reese)
- 2014: «On a T-Shirt» (Plies з уч. Lil Reese)
- 2014: «On My Soul» (Lil Herb з уч. Lil Reese)
- 2014: «Stay da Same» (Fredo Santana з уч. Lil Reese)
- 2014: «T Shirt» (Plies з уч. Lil Reese)
- 2014: «That's a No No» (Fredo Santana з уч. Lil Reese)
- 2015: «Angry» (Gucci Mane з уч. Fredo Santana та Lil Reese)
- 2015: «Bad Habits» (Fredo Santana з уч. Que та Lil Reese)
- 2015: «Benji Chasin Remix» (Benji Glo з уч. Lil Reese)
- 2015: «Exclusive» (Young Buck з уч. Lloyd Banks, Yo Gotti та Lil Reese)
- 2015: «Go to War» (Fredo Santana з уч. Lil Reese)
- 2015: «New Gun» (Gucci Mane з уч. Young Dolph та Lil Reese)
- 2015: «Ridin' thru da Block» (Leoski D з уч. Lil Reese)
- 2015: «Where Yo Trap At» (Fredo Santana з уч. Lil Durk та Lil Reese)